# Distretto municipale di Aowin
Il distretto di municipale di Aowin (ufficialmente Aowin Municipal District, in inglese) è un distretto della regione Nordoccidentale del Ghana.
Il distretto, costituito nel 1988 con il nome di distretto di Aowin/Suaman (Aowin/Suaman District) venne rinominato distretto di Aowin nel 2012 quando dal suo territorio venne scorporato il distretto di Suaman, nello stesso anno divenne distretto municipale.
Situato nella parte occidentale del paese confina a occidente con la Costa d'Avorio. Il territorio è pianeggiante con pochissimi e bassi rilievi, abbondanti i corsi d'acqua tra i quali il fiume Tano che forma il confine naturale con il distretto di Wassa Amenfi Ovest e più avanti nel suo corso delimita il confine con la Costa d'Avorio.
Il terreno dell'area è argilloso, particolarmente indicato per la coltivazione del cacao. Oltre l'80% della popolazione è impiegata nelle attività agricole.
Nel distretto si trovano otto riserve forestali: Tano Ehuro, Tano Anwia, Tano Nimire, Boin Tano, Jema Assemkrom, Boi River, Disue River e Yoyo.